# 吉原呼我
吉原 呼我（よしはら こが、生年月日不明 - 1900年）は、日本の教育者。中権精舎（ちゅうけんしょうしゃ）創始者。三島、伊豆地方に近代中等教育の種を蒔き、文化的発展に貢献。

## 略歴
下総国佐倉藩（現在の千葉県佐倉市）の藩士の二男として生まれ、佐倉藩の藩校・成徳館で学ぶ。吉原守拙の養子となり、1872年（明治5年）5月より父と「開心庠舎」を開き、読書、算術、習字を教え始めた。広範な学識を見込まれ、1875年（明治8年）、足柄県師範学校の教諭となり、後には県立韮山中学校校長となった。
1883年（明治16年）、校長を退職した後、三島市中央町（現在の三島市役所西館の場所）に中等教育を目的として14歳以上を対象とした漢学の私立学校「中権精舎」を花島兵右衛門とともに創設。後に英語の教育も担った。この中権精舎は生徒数は10〜40人と多くはなかったが、地域の指導者や文化人が多く育ち三島地方の子弟教育に多大な貢献をした。1892年（明治25年）8月から1897年（明治30年）5月まで静岡県立静岡中学校で国漢の教諭を務めた。墓所は東海道三島宿の西にある林光寺。

## 著書
- 『小学記事文自在 : 鼇頭 上』 青木不動 編 1880年（明治13年）
- 『小学記事文自在 : 鼇頭 下』 青木不動 編 1880年（明治13年）
- (点註標記)『日本外史』 頼山陽 著 ; 吉原呼我 注 ; 関機 校 1875年（明治8年）